# Vaterländischer Künstlerverein

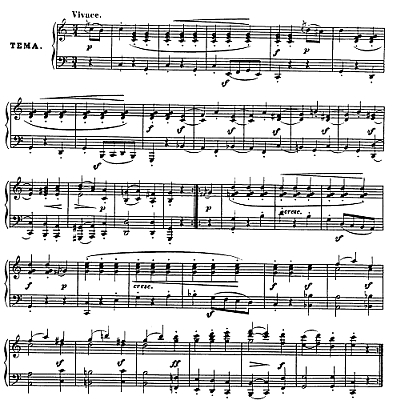
El Vals de Diabelli, tema de las variaciones.

El Vaterländischer Künstlerverein fue un proyecto musical colaborativo formado por ochenta y tres variaciones para piano sobre un tema original de Anton Diabelli. Dichas variaciones corrieron a cargo de cincuenta y un compositores que vivían o que estaban relacionados con Austria. La antología se publicó en dos partes en 1823 y 1824, y en ella están incluidas las treinta y tres Variaciones Diabelli, Op. 120 de Ludwig van Beethoven, así como variaciones únicas de otros cincuenta compositores, entre los que se encuentran Carl Czerny, Franz Schubert, Johann Nepomuk Hummel, Ignaz Moscheles, Friedrich Kalkbrenner, Franz Liszt (de tan sólo doce años de edad en el momento de la publicación) y otros menos conocidos, como un hijo de Wolfgang Amadeus Mozart, y otros completamente olvidados.

## Primera parte: Beethoven
El conjunto de las treinta y tres Variaciones Diabelli, Op. 120 de Ludwig van Beethoven está considerado como una de las obras cumbre de la música para piano, y se sitúa también por encima del resto de composiciones del Vaterländischer Künstlerverein; por ello se interpreta y se graba a menudo aún hoy.

## Segunda parte
Entre los compositores de esta segunda parte hay algunos nombres que siguen siendo muy conocidos hoy en día, pero otros muchos de ellos no han logrado ser recordados. La numeración de las variaciones sigue un estricto orden alfabético, según las convenciones de la fecha de publicación de la obra. La lista es la siguiente: 
| Número | Compositor                                                            | Vida      | Tiempo (*)  | Armadura (*)                              | Tempo (*)                                     | N.º de compases (repeticiones incluidas) (*) | Subtítulo                                      | Observaciones |
| ------ | --------------------------------------------------------------------- | --------- | ----------- | ----------------------------------------- | --------------------------------------------- | -------------------------------------------- | ---------------------------------------------- | --- |
| Tema   | Anton Diabelli                                                        | 1781-1858 | 3/4         | Do mayor                                  | Vivace                                        | 64                                           |                                                | |
| 1.     | Ignaz Assmayer (o Aßmayer)                                            | 1790-1862 |             |                                           | Moderato                                      |                                              |                                                | |
| 2.     | Carl Maria von Bocklet                                                | 1801-1881 | 2/4         |                                           |                                               |                                              |                                                | Nacido en Praga, íntimo amigo de Schubert, recibió recomendaciones de Beethoven. |
| 3.     | Leopold Eustachius Czapek (o Čapek)                                   | 1792-1840 | 3/8         |                                           | Vivace molto legato                           |                                              |                                                | Bohemio, amigo de Chopin |
| 4.     | Carl Czerny                                                           | 1791-1857 |             |                                           |                                               |                                              |                                                | |
| 5.     | Joseph Czerny                                                         | 1785-1842 |             |                                           |                                               |                                              |                                                | Sin parentesco con Carl Czerny |
| 6.     | Moritz Graf von Dietrichstein                                         | 1775-1864 |             |                                           | Tempo vivo del Thema                          |                                              |                                                | |
| 7.     | Joseph Drechsler                                                      | 1782-1852 |             |                                           | Adagio (13 compases) – Allegro (154 compases) | 167                                          | "Quasi overture"                               | |
| 8.     | Emanuel Aloys Förster                                                 | 1748-1823 |             |                                           | Allegro                                       | 294                                          | "Capriccio"                                    | Murió en noviembre de 1823; su variación, publicada póstumamente, fue su última composición. |
| 9.     | Franz Jakob Freystädtler                                              | 1761-1841 | 9/8         |                                           |                                               |                                              |                                                | Alumno de Mozart |
| 10.    | Johann Baptist Gänsbacher                                             | 1778-1844 |             |                                           |                                               |                                              |                                                | |
| 11.    | Joseph Gelinek ("Abbé Gelinek")                                       | 1758-1825 |             |                                           | Presto                                        | 128                                          |                                                | |
| 12.    | Anton Halm                                                            | 1789-1872 |             |                                           | Dolce                                         |                                              |                                                | |
| 13.    | Joachim Hoffmann                                                      | 1788-1856 |             |                                           | Vivo                                          | 80                                           | "Fugato"                                       | |
| 14.    | Johann Horzalka                                                       | 1798-1860 |             | La bemol mayor                            | Adagio                                        | 34                                           |                                                | |
| 15.    | Joseph Huglmann (o Hugelmann)                                         | 1768-1839 |             | La bemol mayor                            | Allegro                                       |                                              |                                                | |
| 16.    | Johann Nepomuk Hummel                                                 | 1778-1837 |             |                                           |                                               |                                              |                                                | |
| 17.    | Anselm Hüttenbrenner                                                  | 1794-1868 |             |                                           | Allegro                                       | 63                                           |                                                | |
| 18.    | Friedrich Kalkbrenner                                                 | 1785-1849 |             |                                           | Allegro non troppo                            |                                              |                                                | Alemán de nacimiento, vivió en Londres y en París. |
| 19.    | Friedrich August Kanne                                                | 1778-1833 |             |                                           |                                               |                                              |                                                | |
| 20.    | Joseph Kerzkowsky                                                     | 1791-?    |             | Fa mayor                                  | Moderato con espressione                      |                                              |                                                | No se le ha identificado claramente; antes se creyó que era el violinista polaco Kaczkowski. |
| 21.    | Conradin Kreutzer                                                     | 1780-1849 |             |                                           |                                               |                                              |                                                | |
| 22.    | Eduard Baron von Lannoy                                               | 1787-1853 |             |                                           |                                               |                                              |                                                | Aficionado, Lannoy era aristócrata. |
| 23.    | Maximilian Joseph Leidesdorf                                          | 1787-1840 |             |                                           |                                               |                                              |                                                | También el editor. |
| 24.    | Franz Liszt                                                           | 1811-1886 | 2/4         | Do menor                                  | Allegro                                       |                                              |                                                | Véase Variación sobre un vals de Diabelli, S. 147. Liszt sólo tenía siete años de edad cuando Diabelli envió su invitación, y para el momento de la publicación sólo tenía doce años. Es probable que, debido a su corta edad, Diabelli no lo hubiera incluido entre sus invitados, pero que Carl Czerny, entonces profesor de Liszt, consiguiera meterle posteriormente. |
| 25.    | Joseph Mayseder                                                       | 1789-1863 |             |                                           | Allegro                                       |                                              |                                                | |
| 26.    | Ignaz Moscheles                                                       | 1794-1870 |             |                                           |                                               |                                              |                                                | |
| 27.    | Ignaz Franz Edler von Mosel                                           | 1772-1844 |             |                                           |                                               |                                              |                                                | |
| 28.    | Franz Xaver Wolfgang Mozart                                           | 1791-1844 |             |                                           | Con fuoco                                     |                                              |                                                | Hijo de Wolfgang Amadeus Mozart, se le cita en la publicación como «Wolfgang Amadeus Mozart fils». Aunque escribió dos variaciones, sólo se publicó una, la segunda apareció en ediciones posteriores como Variación 28a. |
| 29.    | Joseph Panny                                                          | 1796-1838 | 6/8         | La menor                                  | Allegro con brio                              | 68                                           |                                                | |
| 30.    | Hieronymus Payer                                                      | 1787-1845 |             |                                           |                                               |                                              |                                                | |
| 31.    | Johann Peter Pixis                                                    | 1788-1874 |             |                                           |                                               |                                              |                                                | |
| 32.    | Wenzel Plachy                                                         | 1785-1858 |             |                                           | Con fuoco                                     |                                              |                                                | Organista bohemio. |
| 33.    | Gottfried Rieger                                                      | 1764-1855 |             |                                           | Allegro ma no troppo                          |                                              |                                                | Director de orquesta en Brno, escribió dos variaciones: la segunda fue rechazada en un principio pero finalmente se incluyó en ediciones posteriores como Variación 33a. |
| 34.    | Philipp Jakob Riotte                                                  | 1776-1856 |             | Fa menor – fa mayor                       | Allegro                                       | 92                                           |                                                | |
| 35.    | Franz Roser (Franz de Paula Roser)                                    | 1779-1830 | 6/8         | La bemol mayor                            |                                               | 32                                           |                                                | Director teatral. |
| 36.    | Johann Baptist Schenk                                                 | 1753-1836 |             |                                           | Moderato                                      | 120                                          | "Caprice"                                      | |
| 37.    | Franz Schoberlechner                                                  | 1797-1843 |             |                                           |                                               |                                              |                                                | |
| 38.    | Franz Schubert                                                        | 1797-1828 |             | Do menor                                  |                                               |                                              |                                                | Su variación está listada como D. 718 en el catálogo alemán de las obras de Schubert. |
| 39.    | Simon Sechter                                                         | 1788-1867 |             |                                           |                                               |                                              | "Incitatio (or Imitatio) quasi Canon a 3 voci" | |
| 40.    | Rudolf von Habsburg-Lothringen (publicado anónimamente como «S.R.D.») | 1788-1831 |             |                                           | Allegro                                       | 135                                          | "Fuga"                                         | «S.R.D.» son las siglas de Serenissimus Rudolfus Dux, uno de los títulos de Rudolf, que era un compositor aficionado alumno de Beethoven, quien le dedicó su Trío para piano n.º 7, su Sonata Hammerklavier y su Concierto para piano n.º 5. |
| 41.    | Maximilian Stadler                                                    | 1748-1833 |             |                                           |                                               |                                              |                                                | |
| 42.    | Joseph von Szalay (o De Szalay)                                       | 1800-1860 |             |                                           |                                               |                                              |                                                | Aparecido por primera vez como pianista con nueve años, fue alumno de Förster, Hummel y Antonio Salieri. |
| 43.    | Václav Tomášek                                                        | 1774-1850 |             |                                           | Tempo giusto                                  |                                              | "Polonaise"                                    | Su nombre se mostró como «Wenzel Johann Tomaschek». |
| 44.    | Michael Umlauf                                                        | 1781-1842 |             |                                           | Presto                                        |                                              |                                                | |
| 45.    | Bedřich Diviš Weber                                                   | 1766-1842 |             |                                           | Con fuoco                                     |                                              |                                                | Su nombre se mostró como «Friedrich Dionysius Weber». |
| 46.    | Franz Weber                                                           | 1805-1876 |             |                                           | Brillante                                     |                                              |                                                | |
| 47.    | Carl Angelus von Winkhler                                             | 1796-1845 | Common time |                                           | Allegro con fuoco                             |                                              |                                                | Compositor aficionado de Pest |
| 48.    | Franz Weiss                                                           | 1778-1830 |             |                                           |                                               |                                              |                                                | |
| 49.    | Jan August Vitásek                                                    | 1770-1839 |             |                                           | Un poco moderato                              |                                              |                                                | Su nombre se mostró como «Johann Nepomuk August Wittasek». |
| 50.    | Jan Václav Voříšek                                                    | 1791-1825 |             |                                           |                                               |                                              |                                                | Su nombre se mostró como «Johann Hugo Worzischek». |
| Coda   | Carl Czerny                                                           | 1791-1857 |             | En varias tonalidades, acaba en do mayor. |                                               | 199                                          |                                                | |

(*) Sólo se muestran si difieren del original de Diabelli. Algunos compositores no dieron indicación de tempo, por lo que se asume que deben interpretarse Vivace, como el tema original.